# Сант'Агата-Болоньєзе
Сант-Агата-Болоньєзе (італ. Sant'Agata Bolognese) — муніципалітет в Італії, у регіоні Емілія-Романья,  метрополійне місто Болонья.
Сант-Агата-Болоньєзе розташований на відстані близько 330 км на північ від Рима, 26 км на північний захід від Болоньї.
Населення — 7283 особи (2014).
Щорічний фестиваль відбувається 5 лютого. Покровитель — Sant'Agata.

## Демографія
Населення за роками:

Станом на 1 січня 2023 року в муніципалітеті офіційно проживав 701 іноземець з 44 країн, серед них 183 громадяни країн Євросоюзу та 31 громадянин України.

## Сусідні муніципалітети
- Кастельфранко-Емілія
- Кревалькоре
- Нонантола
- Сан-Джованні-ін-Персічето